# 阴间大法师 (艺人)
莱斯特·格林（英語：Lester Green；1968年6月2日—），更被人所熟知的是他的艺名「阴间大法师」（英語：Beetlejuice）。是一个患有侏儒症的美国演员，并且经常坐客“霍华德·斯特恩的脱口秀”节目。 斯特恩的“怪咖组合”中的一员。阴间大法师被誉为有史以来最伟大的怪咖。 除此之外，他还会在出演的电影里担任配音的工作。 格林和很多与“霍华德*斯特恩脱口秀”有关的喜剧演员一起演出，包括和在“喜剧巡游杀手”的旗子下演出的那些人。

## 个人生活
格林天生患有小头畸形， 这个缺陷给了他与其已经很小的身体相比更小的脑袋。 格林的这个外号是他当时和姐姐丽萨住在一起时，与他们同在新泽西州泽西市马瑞恩公园公共住宅的孩子们起的。 因为同名电影阴间大法师中的一个角色有着同样如同缩了水似的脑袋，而常常被孩子们指出来，被叫做阴间大法师。
2007年10月2日，广播的 霍华德·斯特恩的脱口秀节目广播播出， 杰瑞·欧康奈尔表示他从小就认识格林。欧康奈尔的母亲是格林所读的位于泽西市的PS 31（第31号安东尼·J儿童培智学校）的特殊教育老师，并说格林是一个非常好的学生，他会特意去帮忙来作为她的"助手"。

## 职业生涯
在2014年晚些时候的“霍华德·斯特恩脱口秀”节目里，格林演唱了“这就是甲虫”，同时被称作“阴间大法师之歌”，担任“霍华德·斯特恩脱口秀”制作人的理查德·克里斯蒂对这首歌进行了录音，谱写了音乐来伴随格林粗犷的声音和词语，并且把它设计剪辑成了一首完整的单曲。  这首歌最关键的歌词是"这就是甲虫，他能多坏就多坏而且他知道他是最棒的。" 这整首歌完全是格林在录音室里的即兴发挥，并且被摇滚组合Stained翻唱，并把这首翻唱歌曲收录到自己2005年9月19日的专辑《第五章》中。布鲁斯的旅行者 在“霍华德·斯特恩脱口秀”节目演绎了他们自己版本的“这是甲虫” 。
最初，斯特恩无法将这首歌曲在他的 小天狼星的卫星无线电 节目广播，因为哥伦比亚广播公司拥有K-Rock所有斯特恩节目的版权。 斯特恩和他的制作人员重新创作了他在K-Rock时期的许多更受欢迎的部分，但尝试重新创作的“这就是甲壳虫”并不成功。 然而，2006年5月，斯特恩，天狼星和哥伦比亚广播公司达成协议，将所有K-Rock广播的权利出售给天狼星，从而使斯特恩播放这首歌曲。 这首歌的潜在利润份额也存在争议，当时格林的经理肖恩鲁尼与“霍华德斯特恩秀”的执行制片人加里戴尔阿巴特就利润分配产生了争执。 认为他所得到的回报包括格林和克里斯蒂的利润。
2002年，格林出现在说唱歌手N.O.R.E.的歌曲“Grimey”的音乐录影带中，并在嘻哈组合Smut Peddlers的2001首张专辑“Porn Again”的三首歌曲中客串，这三首分别是“Beetlejuice Intro”，“Pimpology by Beetlejuice”，以及Rawkus唱片的“Beetlejuice Outtakes”。

## 影视出演
| 年     | 标题                      | 角色              |
| ------ | ------------------------- | ----------------- |
| 2012年 | 女孩去死                  | 本色出演          |
| 2005年 | 真正犯罪：纽约 (视频游戏) | 齐克(配音)        |
| 2001年 | 可怕电影2                 | 矮个子的大脑/自己 |
| 2001年 | 泡泡男孩                  | Lil' Zip          |

## 电视
| 年     | 标题                    | 角色                |
| ------ | ----------------------- | ------------------- |
| 2009年 | 这是甲虫                | 他自己              |
| 2003年 | Doggy Fizzle Televizzle | 他自己和Super Juice |
| 2000年 | WCW Monday Nitro        | 他自己              |

## 外链
- Beetlejuice在互联网电影资料库（IMDb）上的資料（英文）
- 阴间大法师的官方网站 （页面存档备份，存于）